# Donegal Tweed
Donegal tweed er vævet af håndspundet uld og er fremstillet i County Donegal i Irland. Som på de Ydre Hebrider er der vævet tweed i Donegal i århundreder. Får trives i bjergene og moserne i Donegal, og planter herfra som brombær, fuchsia, tornblad og mos er brugt som farvestoffer. Mod slutningen af 1700-tallet uddelte The Royal Linen Manufacturers fra Ulster omkring seks tusinde hørspinderokke, til at spinde uld på, og 60 væve til gårde i Donegal. Rokkene var med til at skabe hjemme-tweedindustri i 1800-tallet i Donegal.
Væverne i County Donegal fremstiller flere typer tweed-stoffer med sildebensvævning- og skakternmønstre. Men området er bedst kendt for  stof med forskelligtfarvet trend og islæt med små stykker garn i andre farver vævet ind i uregelmæssige mønstre for at ligne lyng. Der er ofte en del hvidt i Donegal Tweed. Disse stoffer bliver kaldt "donegal" uanset oprindelsen.